# L'Histoire de l'amour
Pour plus de détails, voir Fiche technique et Distribution.
L'Histoire de l'amour (titre original : The History of Love) est un long métrage réalisé par Radu Mihaileanu et sorti en 2016. C'est une adaptation cinématographique du roman éponyme écrit par Nicole Krauss en 2005, qui est également co-scénariste du film.

## Synopsis
Un vieux juif polonais immigré à New York vit dans le souvenir du grand amour de sa jeunesse. Il lui a promis d'écrire un livre sur elle. Ailleurs dans la ville, une jeune fille découvre l’amour pour la première fois. Leurs destins vont finir par se croiser.

## Fiche technique
- Titre original : L'Histoire de l'amour
- Titre original : The History of Love
- Réalisation : Radu Mihaileanu
- Assistant réalisation : Olivier Jacquet
- Scénario : Radu Mihaileanu et Nicole Krauss
- Décors : Kris Moran, Suzanne Cloutier et Christian Niculescu
- Costumes :  Viorica Petrovici
- Photographie : Laurent Dailland
- Son : Jean-Paul Mugel et Bruno Tarrière
- Montage : Ludo Troch
- Musique : Armand Amar
- Production : Radu Mihaileanu, Xavier Rigault et Marc-Antoine Robert
- Sociétés de production : 2.4.7 Films et Oï Oï Oï Productions
- Société de distribution : Wild Bunch (France)
- Dates de sortie : 
  - France : 9 novembre 2016
  - Belgique : 14 novembre 2016

## Distribution
- Gemma Arterton (VF : Barbara Tissier) : Alma Mereminski
- Derek Jacobi (VF : Michel Prud'homme) : Leo Gursky
- Sophie Nélisse (VF : Alice Orsat) : Alma jeune (Alma Singer)
- Elliott Gould (VF : Gabriel Le Doze) : Bruno Leibovitch
- Torri Higginson (VFB : Fabienne Loriaux) : Charlotte Singer
- Mark Rendall (VF : Jean-Christophe Dollé) : Léo jeune
- Jamie Bloch (VFB : Aaricia Dubois) : Zoey Schwartz
- Alex Ozerov (VFB : Alexis Flamant) : Misha Strumann
- Nancy Cejari : touriste italien
- Peter Spence : Bernard Moritz
- Julian Bailey : Jeff
- Jason Smiley : Isaac Moritz (15 ans)

 Source et légende : version française (VF) sur RS Doublage

## Accueil

### Critiques
Pour Télérama, Radu Mihaileanu « retombe, hélas, dans l'emphase et la grandiloquence de son film précédent, Le Concert », mais pour Bulles de Culture, « L’Histoire de L’Amour emporte l’engouement général grâce à la prestation du duo déjanté joué par Derek Jacobi et Elliott Gould, à qui on pourrait presque attribuer le statut de meilleur couple de l’œuvre. ». Pour Le Monde, « multipliant les niveaux de narration, chargeant ses effets dramatiques, Radu Mihaileanu n’arrive pas à faire tenir son film en équilibre. ».

### Box-office
- France : 75 858 entrées[5]